# 2000年法国网球公开赛
2000年法国网球公开赛。

## 冠军
单打列出冠亚军以及决赛比分，双打列出冠军组合。

### 男子单打
主条目：2000年法國網球公開賽男子單打比賽
古斯塔沃·库尔滕（巴西）6-2 6-3 2-6 7-66 马格努斯·诺曼（瑞典）

### 女子单打
主条目：2000年法國網球公開賽女子單打比賽
玛丽·皮尔斯（法国）6-2 7-5 康奇塔·馬丁內斯（西班牙）

### 男子双打
主条目：2000年法國網球公開賽男子雙打比賽
托德·伍德布里奇（澳大利亚）/馬克·伍德福德（澳大利亚）

### 女子双打
主条目：2000年法國網球公開賽女子雙打比賽
玛蒂娜·辛吉斯（瑞士）/玛丽·皮尔斯（法国）

### 混合双打
主条目：2000年法國網球公開賽混合雙打比賽
戴维·亚当斯（南非）/瑪麗亞恩·德·斯瓦德（南非）

## 外部連結
- 官方網站

| 前任： 1999年法国网球公开赛     | 法国网球公开赛 2000年 | 繼任： 2001年法国网球公开赛     |
| 前任： 2000年澳大利亚网球公开赛 | 网球大满贯 2000年     | 繼任： 2000年温布尔登网球锦标赛 |